# クジャタ

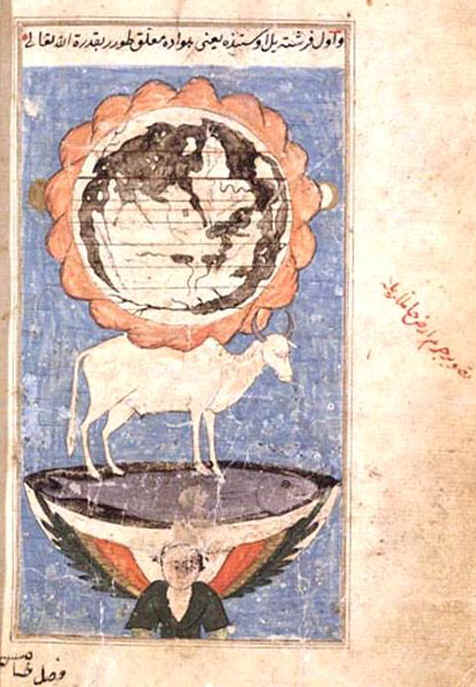
世界牛。カフ山脈に縁どられた円盤状の大地を担い、巨魚（バハムート）の上に立つ。中世イスラームの宇宙像。—カズウィーニーの宇宙誌『被造物の驚異』のオスマン・トルコ語訳本『Acaib-ül Mahlûkat』。1553年頃。アメリカ議会図書館蔵。

クジャタ（誤名）、より正しくはクユーサー（アラビア語: كيوثاء, Kuyūthā）等は、中世のイスラームの宇宙観により伝承される世界牛。
神が創造した巨大な牡牛で、大地を背負う天使と、その岩台を担っている。牡牛の下を支えるのは巨魚（巨鯨）バハムートと言われている。
4万個の目、耳、鼻、口、4万本の歯、足を持つと、カズウィーニーの宇宙誌『被造物の驚異と万物の珍奇』に記載されているが、どの部位・器官をどの本数・個数で持っているかについては、原典によって差異がある。その呼吸は、海洋の潮の満干を発生させると伝えられた。
名前の由来は、聖書の海獣「レヴィアタン」の借用の転訛との説がある。

## 表記
クユーサーや、異表記キーユーバーン（阿: کیوبان, Kīyūbān）、キブーサーン（阿: کبوثان, Kibūthān）は、イスラーム原典のひとつであるカズウィーニーの宇宙誌『被造物の驚異と万物の珍奇』に見られる。
クユーター（Kuyootà）という表記は、19世紀のイギリス人東洋学者エドワード・レインによるもので、出典はレインが著した『千夜一夜物語』の注釈書、『中世のアラブ社会』である。レインがこの表記をどの原典から得たのか明確に区別できないが、クユーサーン（"Kuyoothán"）という異表記が、イブン＝エシュ・シフネフ（レイン所蔵の写本）にみつかるとしている。
クヤタ/クジャタ（スペイン語: Kuyata）というスペイン語表記は、現代作家ボルヘスの『幻獣辞典』（1957年）にあるもので、レインよりの転載である。次いでクジャタ（英: Kujata）という表記で『幻獣辞典』の旧英訳本（1969年）に現れ、クヤタ（英: Quyata）という表記に新英訳では訂正がおこなわれている。
ラカブーナー [?]（仏: "Rakaboûnâ"、ダミーリーの宇宙誌に拠る）や 、アル＝ラーヤン（Al-Rayann、ムハンマド・アル＝キーサーイ『諸預言者伝』に拠る）などの異名・異表記も、他のイスラーム文献に散見できる。

## 起源

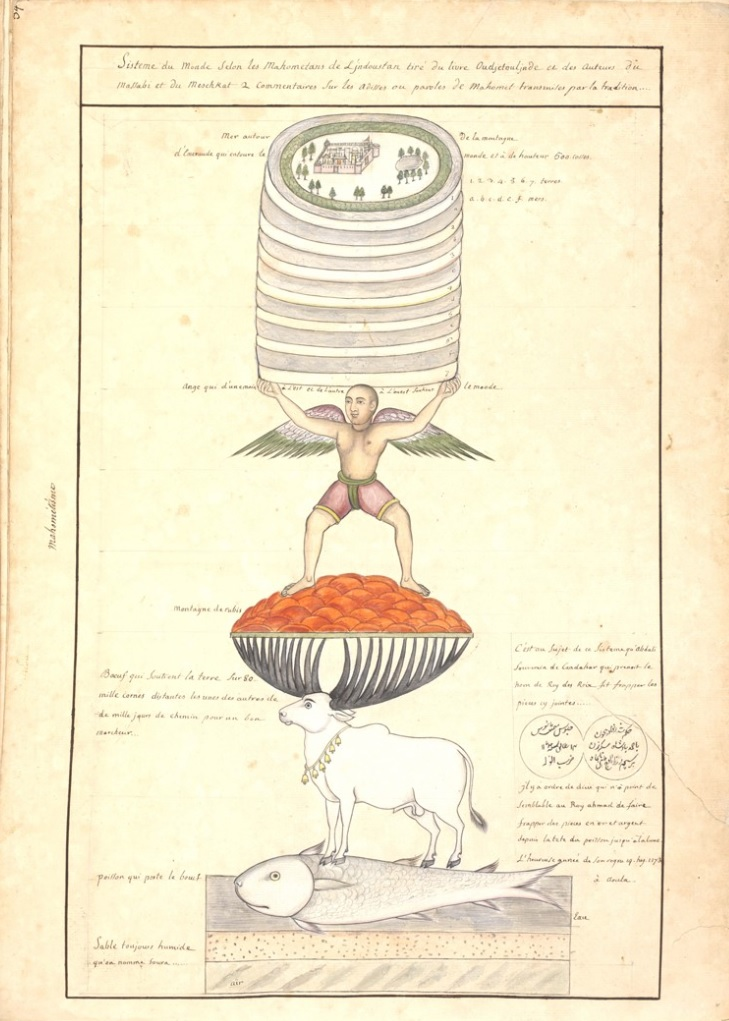
天使の踏み台たるルビーの山を、世界牛が無数の角に載せて平衡を保つ。。—『ジャンティ・アルバム (Gentil Album)』 (1774年)、p. 34。ヴィクトリア&アルバート博物館蔵。

クユーター/クユーサーは、旧約聖書『ヨブ記』のレヴィアタンの名前の借用だとされている。
キーユーバーン等、原典（カズウィーニの宇宙誌）の表記は誤写とみなされており、ドイツ訳を手掛けたオリエント学者ヘルマン・エテによりルーヤーターン（阿: لوياتان, Lūyātān）と校訂されている。エテはその名を「レヴィアタン」だと意訳した。
海獣レヴィアタンが陸の牡牛に転用されている矛盾に関しては、レヴィアタンとベヒモスと一対で世界魚と世界牛として借用したときに、あべこべになったのではないかという指摘がある。

## アラビア語原典
カズウィーニー（1283年没）の宇宙誌『驚異』によれば、神は大地を背負う天使、その足場となる宝石質の岩盤、そして牡牛クユーサーの順に創造して、大地の安定をはかった。クユーサーは「4万の目、同数の耳、同数の鼻、口、歯、足を持った牛」だとされている。ひとつのから別の目へ（あるいは耳から耳等へ）移動するには500年かかるという。

### 4万本足
4千の目、鼻、耳、口、舌、足であると、倍数の違った記載が、レインの要約にみられる。出典があいまいだが、レインが典拠としているダミーリー（1405年没）の記述とおおよそ合致する。このダミーリーの宇宙誌というのは、ダミーリーの刊行本の欄外にカズウィーニーの記述が転載がされたものに過ぎないとされている。
4万本の角と足（アル＝サラビー編）、または4万個の目、耳、口、舌（アル＝キサーイー編）を持つと、最古級の文献である2編の『諸預言者伝』に伝わっている。ただし、こちらには牛の名は見えない。
ヤークート・アル＝ハマウィー （1229年没）『諸国集成』でも4万本の角と足であるが、この資料は、最古文献の2編を導入したものと考えられており、全体の内容としてはアル＝サラビー編本『諸預言者伝』に拠る部分が比較的多い。
イブン・アル＝ワルディー (1348年没) 『驚異の真珠』は、このヤークートの派生作品で、この宇宙誌の転載とするに相当する箇所もあるが、別の箇所には牛が40の背瘤、40の角、4本の脚を持つと付記されている。
巨牛の角は、神の玉座アルシュ(アラビア語: عرش, ʿarš)にまで延びて、玉座に絡みついているとも、玉座のしたで「棘をもつ生垣」のようになっているとも表現される。

### 牡牛が担う宝石盤
牡牛が支える岩盤はレインによれば "ルビー"であるが、アラビア語の各資料で使われる原語「ヤークート」（ياقوت, yāqūt）は意味曖昧で、宝石の種類もいくつかの可能性が考えられる。
原典の多くは緑色の宝石だと明言しており、例えばカズウィーニによる当該箇所も「緑色のヒヤシンス石」となっていることがドイツ訳で確認できる。他の文献の訳出例では、「緑のコランダム」（英訳）、「緑のエメラルド」（ラテン訳）、「緑の岩」（英訳）等がみられる。
カズウィーニによれば、神は大地を担ぐ天使、岩、牡牛の順（下へ下へと積み重ねられた階層そのままの順）に創造している。しかし他の原典では、神は天使、牡牛の順に創り、これが不安定なので牛の背瘤の上に岩盤を挿入したとある。同原典によれば神は、牡牛と巨魚の間にも後から砂丘を造って敷きつめた。 

### 潮の満干
巨牛の呼吸は、海の潮の満干に作用すると伝わる。最古級の文献（アル＝サラビー編本）にもあるが、それによると牡牛は鼻を海洋に浸からせており、1日1度呼吸をするが、吐息で海面は上がり、吸息で海面は下がる（潮が引く）とする。別の文献では1日2回呼吸する、としている。
また、牛と魚は、大地から海に流れるすべて水量の飲み込んで、海の水位を保っていると伝えられる。しかし牛と魚はいったん満腹となると興奮しだし（イブン・アル＝ワルディー）、それは最後の審判の日の前兆だとされる（ヤークート）。